# Прохново (Псковская область)
Прохново — деревня в Великолукском районе Псковской области России. Входит в состав сельского поселения «Букровская волость».
Расположена на северо-востоке района, на реке Кунья, в 38 км к северо-востоку от центра города Великие Луки и в 3 км к юго-востоку от волостного центра Букрово-2.

## Население
Численность населения по оценке на 2000 год составляла 4 человека, на 2010 год — 2 человека.